# FingerWorks
FingerWorks — американська компанія, що займається проблемою розпізнавання людських жестів комп'ютерами (gesture recognition). Відома, головним чином, своєю мультитач-клавіатурою TouchStream.
Її заснували в 1998 році Джон Еліас і Вейн Вестерман з Університету Делавера. Компанія займалася виробництвом мультитач-продуктів, у тому числі панелі iGesture та клавіатури TouchStream, що були особливо корисними для людей з розладами хребта (repertitive strain injury) та іншими захворюваннями. Випуск клавіатур припинили на початку 2005 року, коли активи компанії придбала корпорація Apple.

## Продукти
- TouchStream LP — повнорозмірна клавіатура, що складається[1]
- TouchStream Mini
- iGesture Pad
- iGesture NumPad